# Norman Bates
Norman Bates là một nhân vật hư cấu được tạo ra bởi nhà văn người Mỹ Robert Bloch như một nhân vật phản diện chính trong tiểu thuyết tâm lý kinh dị ông viết năm 1959, Psycho, cũng như một  kẻ giết người hàng loạt dưới cái tên Mother, được thể hiện bởi một nhân cách khác biệt, được thể hiện bởi mẹ của Norma Bates. Vai Norman Bates được đóng bởi Anthony Perkins trong phiên bản năm 1960 do Alfred Hitchcock đạo diễn và trong loạt phim Psycho . Vai Norman cũng được diễn bởi Vince Vaughn trong phiên bản năm 1998 của Psycho và Freddie Highmore trong loạt phim truyền hình Bates Motel (2013–2017).
Không giống như bản nhượng quyền thương mại do Universal Studios sản xuất, Norman không phải là nhân vật phản diện chính trong các tiểu thuyết tiếp theo của Bloch và được kế thừa bởi những kẻ giết người bắt chước đã giả danh Norman sau cái chết của anh ta trong Psycho II (1982). Có một giả thiết phổ biến rằng nhân vật này được lấy cảm hứng trực tiếp từ kẻ sát nhân người Wisconsin, Ed Gein . Bloch sau đó tiết lộ rằng ông được truyền cảm hứng từ vụ án của Gein - ý tưởng là "người đàn ông bên cạnh bạn có thể bất ngờ lại là một con quái vật ngay cả khi đó chỉ là cuộc sống ở một thị trấn nhỏ." Nhiều năm sau, khi toàn bộ chi tiết về tội ác của Gein được phanh phui, Bloch đã ấn tượng bởi "làm thế nào mà nhân vật tưởng tượng tôi đã tạo ra lại giống Ed Gein thật đến thế, cả về hành động công khai lẫn động cơ rõ ràng của nó."

## Tổng quan tính cách nhân vật
Cả cuốn tiểu thuyết năm 1959 và bộ phim chuyển thể năm 1960 của đều giải thích rằng Norman bị lạm dụng tâm lý nghiêm trọng khi còn nhỏ bởi mẹ anh, Norma, người đã nói cho anh rằng quan hệ tình dục là tội lỗi và tất cả phụ nữ (ngoại trừ bà ta) đều là gái điếm. Cuốn tiểu thuyết cũng gợi ý rằng mối quan hệ của họ có thể là loạn luân .
Sau khi cha của Norman qua đời, Norman và mẹ anh sống cô độc với nhau "như thể không còn ai khác trên thế giới này" cho đến khi Norman đến tuổi vị thành niên, khi mẹ anh gặp Joe Considine (Chet Rudolph trong Psycho IV: The Beginning ) và dự định sẽ kết hôn. Cuối cùng, Considine thuyết phục Norma mở một nhà nghỉ. Bị thúc đẩy bởi sự ghen tuông, Norman đã giết cả hai người họ bằng strychnine . Sau khi thực hiện các vụ giết người, Norman đã dàn dựng nó giống như một vụ giết người - tự sát, khiến nó trông như thể Norma đã giết hôn phu của mình và sau đó tự tử. Sau một thời gian ngắn nhập viện vì sốc, Norman đã phát triển một nhân cách khác biệt, giả định là nhân cách của mẹ mình để kìm nén nhận thức của anh về cái chết của bà và để thoát khỏi tội lỗi đã giết bà. Anh thừa kế ngôi nhà của mẹ mình - nơi anh giữ xác bà trong hầm hoa quả - và nhà nghỉ của gia đình ở thị trấn nhỏ hư cấu Fairvale, California. Với tư cách là "Mẹ", anh ta giết những phụ nữ mà Norman cảm thấy là hấp dẫn, và bất kỳ ai khác đe dọa ảo tưởng về sự tồn tại của bà. Norman không phải là mình và biến mất khi "Mẹ" kiểm soát; Sau khi "Mẹ" thực hiện một vụ giết người, Norman lại thức tỉnh và tiêu hủy bằng chứng, tin rằng chỉ có "bà" phải chịu trách nhiệm về tội ác.
Bloch tổng hợp nhiều tính cách của Norman bằng cách chơi chữ theo phong cách của ông: "Norman", một đứa trẻ cần mẹ của mình; "Norma", một nhân vật là cha mẹ sở hữu, kiểm soát con cái; và "Normal" (bình thường), một người trưởng thành có chức năng, người trải qua các hành động của cuộc sống hàng ngày. "Norma" thống trị và coi thường "Norman" nhiều như khi cô còn sống, cấm anh ta có một cuộc sống bên ngoài cô và can dự vào những cơn thịnh nộ bạo lực bất cứ khi nào anh ta cảm thấy bị thu hút bởi một người phụ nữ. "Norma" và "Norman" tiếp tục các cuộc trò chuyện thông qua việc Norman nói chuyện với chính mình và với xác chết của cô ấy bằng giọng nói của mẹ anh, và Norman mặc quần áo của mẹ mình bất cứ khi nào "Norma" hoàn toàn giữ được tâm trí của nhân vật.

## Psycho (tiểu thuyết và phim)
Trong cuốn tiểu thuyết năm 1959 của Bloch và bộ phim Hitchcock năm 1960, Marion Crane ( Janet Leigh ), một phụ nữ trẻ đang chạy trốn sau khi ăn trộm tiền từ chủ của mình, vào một nhà nghỉ trọ một đêm. Norman say đắm cô ấy, và ngượng ngùng yêu cầu cô ấy ăn tối với anh ta trong nhà. "Mẹ" nổi cơn thịnh nộ và đe dọa sẽ giết Marion nếu Norman cho cô vào nhà. Norman bất chấp cô ấy và ăn tối với Marion, nhưng lại nói nặng lời cô ấy khi cô ấy gợi ý rằng anh ta nên tiết chế mẹ mình. Khi Marion vào phòng để tắm, Norman theo dõi cô qua một lỗ nhìn trộm mà anh ta đã khoan trên tường. Sau đó,"Mẹ" kiểm soát tâm trí anh ta và đâm Marion đến chết (trong tiểu thuyết bà chặt đầu cô). Khi Norman tỉnh dậy và phát hiện ra những gì anh ta tin rằng mẹ mình đã làm, anh ta cho chiếc xe của Marion chìm - cùng với xác của cô và tiền trong cốp - xuống một đầm lầy gần đó. Với tư cách là "Mẹ", anh ta cũng giết Milton Arbogast ( Martin Balsam ), một thám tử tư được thuê bởi chủ của Marion, vài ngày sau đó.
Norman cuối cùng cũng bị bắt khi chị gái của Marion là Lila ( Vera Miles ) và bạn trai, Sam Loomis ( John Gavin ), đến nhà nghỉ để tìm cô. Khi Norman tìm ra những gì họ muốn, anh ta đánh bật Sam ra và chạy theo Lila, người đã đến nhà và tìm thấy Mrs. Xác chết của Bates. Anh ta tấn công cô với tư cách là "Mẹ", nhưng Sam, sau khi thức tỉnh sau khi bị đánh gục, đã áp đảo anh ta, và Norman cuối cùng bị bắt. Norman được tuyên bố là mất trí và bị gửi đến một viện, nơi "Mẹ" kiểm soát hoàn toàn và vĩnh viễn tâm trí của anh ta: anh ta trở thành mẹ của anh ta.

## Phần tiếp theo của tiểu thuyết

### Psycho II
Trong phần tiếp theo năm 1982 tiếp nối cuốn tiểu thuyết đầu tiên được viết bởi Bloch , Psycho II, Norman trốn thoát khỏi bệnh viện tâm thần bằng cách giết một sơ và cải trang bằng quần áo của cô ấy. Norman sau đó được lên xe đi quá giang và rồi anh ta đã cố gắng tấn công người lái xe bằng một chiếc bàn ủi lốp xe, nhưng rồi người lái xe đã chế ngự được anh ta. Điều này đã gây ra một vụ tai nạn, trong đó người lái xe đã trốn thoát, nhưng Norman thì đã chết. Trong khi đó, Tiến sĩ Adam Claiborne, người phát hiện ra xác chết của Norman, giả định rằng đó là nhân cách của anh ta và anh ta tiếp tục giết người.

### Psycho House
Trong phần tiếp theo ở cuốn tiểu thuyết thứ hai Psycho House của của Bloch năm 1990, Norman chỉ xuất hiện như một con rối mới được trưng bày tại Bates Motel, nơi mà đã được chuyển thành một điểm thu hút khách du lịch.

### Psycho: Sanitarium
Trong phần tiền truyện năm 2016 của Chet Williamson cho tiểu thuyết thứ hai, Psycho: Sanitarium, Tiến sĩ Felix Reed cố gắng đưa Norman ra khỏi trạng thái catatonic. Sanitarium giới thiệu Robert Newman, anh trai sinh đôi của Norman, người đã bị đưa đi khi mới sinh sau khi bác sĩ chăm sóc thông báo anh bị tổn thương não. Khi Robert và Norman dần quen biết nhau, Norman cảm nhận được bóng tối trong Robert, thậm chí còn sâu hơn thứ đã ẩn náu trong chính Norman. Những vụ mất tích bắt đầu xảy ra trong trại tị nạn, với nạn nhân là những người là mối đe dọa đối với Norman và muốn gây hại cho anh ta. Nó được tiết lộ rằng Robert Newman là một nhân cách tách rời mới của Norman, được tạo ra bởi Tiến sĩ Felix Reed thông qua thôi miên để khiến Norman giết những người tàn nhẫn và tàn bạo trong trại tị nạn, và cố gắng đưa cơ sở này cập nhật. . Với sự giúp đỡ của nhân cách "Mẹ" của mình (mà Norman đã cố gắng đàn áp trong suốt phần lớn cuốn tiểu thuyết), nhân vật Robert bị tiêu diệt và Mẹ đâm Tiến sĩ Reed đến chết. Sự việc khiến Norman bị tổn thương và đưa anh ta vào trạng thái catatonic.

## Film sequels

### Psycho II
Trong Psycho II năm 1983, phần tiếp theo đầu tiên của bộ phim gốc, Norman được thả ra khỏi viện hai mươi hai năm sau khi bị bắt, dường như đã được chữa khỏi. Anh gặp Mary Samuels ( Meg Tilly ) — sau đó được tiết lộ là Mary Loomis, con gái của Lila và Sam Loomis và cháu gái của Marion Crane — và yêu cô ấy. Tuy nhiên, một loạt các vụ giết người bí ẩn xảy ra, cũng như sự xuất hiện và tin nhắn kỳ lạ từ mẹ của mình, và Norman dần mất đi sự tỉnh táo của mình . Những lần xuất hiện và tin nhắn bí ẩn hóa ra là một âm mưu của Lila để khiến anh ta phát điên một lần nữa để khiến anh ta được tái lâm. Những vụ giết người thực sự là do đồng nghiệp của Norman, Emma Spool ( Claudia Bryar ). Tuy nhiên, trước khi Norman phát hiện ra điều này, Mary Loomis đã bị cảnh sát bắn chết trong cuộc đối đầu với Norman, và Mrs. Spool giết Lila. Khi Spool nói với Norman rằng cô là mẹ ruột của anh ta, anh ta giết cô và ướp xác cô trong khi giả định nhân cách "Mẹ" một lần nữa.

### Psycho III
Trong Psycho III năm 1986, lấy bối cảnh một tháng sau đó, Norman tiếp tục đấu tranh không thành công, chống lại quyền thống trị của "Mẹ". Anh cũng tìm thấy một tình yêu khác tên là Maureen Coyle ( Diana Scarwid ), người cuối cùng đã chết dưới tay của "Mẹ". Trong phim, xác chết của Spool lần đầu tiên được phát hiện bởi một nhạc sĩ trông nhếch nhác tên Duane Duke ( Jeff Fahey ), người mà Norman đã giết khi Duke cố gắng sử dụng khám phá đó để tống tiền Norman. Tracy Venable ( Roberta Maxwell ), một phóng viên quan tâm đến vụ án của Norman, phát hiện ra rằng Spool thực chất là dì của Norman - chị gái của Norma Bates - người yêu cha của Norman và giết ông khi ông chọn Norma thay cô. Sau đó, cô bắt cóc đứa trẻ Norman, tin rằng cậu là của riêng cô, nhưng cô bị bắt và bị giam giữ, để Norman được Norma nuôi dưỡng.
"Mẹ" ra lệnh cho Norman giết Tracy, nhưng cuối cùng anh ta lại tiêu diệt xác chết của Spool, cố gắng thoát khỏi sự kiểm soát của bà. Sau đó anh ta bị bắt và đưa trở lại trại giam.

### Psycho IV: The Beginning
Psycho IV: The Beginning (1990), bộ phim cuối cùng trong series, retcons những tiết lộ của bộ phim thứ hai và thứ ba, cung cấp rằng cha của Norman đã cắn đến chết bởi những con ong và loại bỏ tất cả các tài liệu tham khảo để Emma ống chỉ. Trong bộ phim này, Norman đã được thả ra khỏi một viện, và kết hôn với một trong những nhà tâm lý học của bệnh viện, một phụ nữ tên là Connie ( Donna Mitchell ). Khi vợ có thai, anh ta dụ cô đến nhà mẹ đẻ của anh ta và tìm cách giết cô ấy, muốn ngăn cản người khác thuộc dòng dõi bị "nguyền rủa" của mình được sinh ra trên đời; bộ phim ngụ ý rằng Mrs. Bates ( Olivia Hussey ) mắc chứng tâm thần phân liệt và rối loạn nhân cách ranh giới và đã truyền bệnh cho con trai cô. Tuy nhiên, anh ấy đã hài lòng vào phút cuối, khi Connie thổ lộ tình yêu của cô ấy dành cho anh ấy. Sau đó, anh ta đốt ngôi nhà trong một nỗ lực để giải phóng bản thân khỏi quá khứ của mình. Trong khi cố gắng, anh ta bị dày vò bởi ảo giác về "Mẹ" và một số nạn nhân của anh ta. Anh ta gần như chết trong ngọn lửa trước khi sẵn sàng thoát ra ngoài, dường như cuối cùng đã đánh bại căn bệnh của mình; cuối cùng anh ta cũng thoát khỏi tiếng nói của mẹ mình, thứ đòi hỏi phải được phát ra. Đây là màn trình diễn cuối cùng của Anthony Perkins trong vai Norman Bates; Henry Thomas miêu tả Norman khi còn là một thiếu niên.

## Phim truyền hình

### Bates Motel(phim)
Trong bộ phim truyền hình và loạt phim thí điểm truyền hình năm 1987 Bates Motel, Norman không bao giờ được thả ra khỏi viện sau lần đầu tiên bị giam giữ. Anh ta kết bạn với Alex West ( Bud Cort ), một tù nhân đã giết cha dượng của mình, và di chúc quyền sở hữu của nhà trọ trên danh nghĩa cho Alex trước khi chết vì tuổi già.

### Bates Motel(TV series)
Bộ phim truyền hình Bates Motel, phần tiền truyện của bộ phim Psycho năm 1960, lấy bối cảnh ngày nay, mô tả cuộc sống của Norman Bates thời trẻ với mẹ của mình, Norma ( Vera Farmiga ). Trong sự liên tục này, Norman bị ảo giác và mất điện, và bắt đầu bộc lộ tính cách "Mẹ" của mình khi Norma còn sống. Anh ta giết người cha bạo hành của mình, Sam ( David Cubitt ), khi đang ở trong tình trạng phân ly, và Norma chuyển họ từ Arizona, nơi anh ta sinh ra và lớn lên, đến Vịnh White Pine, Oregon, để bảo vệ anh ta. Bộ truyện cũng giới thiệu người anh trai cùng cha khác mẹ của mình, Dylan Massett ( Max Thieriot ) và dành tình cảm cho Emma Decody ( Olivia Cooke ), một người bạn cùng lớp mắc bệnh xơ nang .
Là "Mẹ", Norman giết Blaire Watson ( Keegan Connor Tracy ), một trong những giáo viên đã quyến rũ anh ta; Bradley Martin ( Nicola Peltz ), một cô gái mà anh có cảm tình; và Audrey Ellis Decody (Karina Logue), người mẹ ghẻ lạnh của Emma. Lo sợ cho sự tỉnh táo của mình, Norma đã đưa anh ta vào trại tâm thần trong một thời gian ngắn. Trong khi ở đó, Norman hồi tưởng lại ký ức về việc chứng kiến cảnh cha mình cưỡng hiếp Norma trong cơn say sau khi cô cố gắng rời bỏ anh ta; nó được ngụ ý rằng chấn thương này đã làm rạn nứt tâm hồn của anh ấy.
Khi sự tỉnh táo của Norman bắt đầu suy giảm, Norma kết hôn với cảnh sát trưởng thành phố, Alex Romero ( Nestor Carbonell ), vì vậy cô có thể sử dụng bảo hiểm của anh ta để trả cho Norman được điều trị trong trại tâm thần. Trong khi cuộc hôn nhân ban đầu chỉ đơn thuần là một sự sắp xếp tài chính, cuối cùng họ đã yêu nhau. Sau khi Norman được thả ra khỏi viện và phát hiện ra Norma đã kết hôn, anh ta nổi cơn ghen điên cuồng và cố gắng giết cả Norma và chính mình bằng cách làm ngập nhà bằng khí carbon monoxide trong khi mẹ anh ta ngủ. Romero đến nhà kịp thời để hồi sinh Norman, nhưng phát hiện ra rằng Norma đã chết. Romero tìm ra những gì đã xảy ra và thề sẽ trả thù, nhưng bị bắt vì tội khai man trước khi anh ta có thể làm bất cứ điều gì. Trong khi đó, Norman không thể chịu đựng nổi việc mất mẹ của mình, vì vậy anh ta đã đào xác của bà và giả định nhân cách của bà để bảo vệ ảo tưởng về việc bà còn sống.
Hai năm sau, Norman đang quản lý nhà nghỉ và sống một mình trong ngôi nhà với xác của Norma, cái xác được anh ta giữ đông lạnh và bảo quản trong hầm. Ông ta và nhân cách "Mẹ" của mình sống với nhau như thể không có ai khác nữa trên thế giới, và bà "Mẹ" sẽ chăm sóc của các vấn đề của Norman - chẳng hạn như giết và vứt bỏ một xạ thủ được gửi đến bởi Romero  và giúp anh ta thoát khỏi người chú mình, Anh trai của Norma, Caleb ( Kenny Johnson ), sau khi ông ấy phát hiện ra sự thật. Norman phải lòng Madeline Loomis (Isabelle McNally), một người phụ nữ cô đơn có nét giống Norma đến kỳ lạ, và người chồng của cô Sam ( Austin Nichols ) đang lừa dối cô. "Mẹ" trở nên ghen tuông và bắt đầu cư xử thất thường, có lúc chiếm hữu tâm trí của Norman và khiến anh ta quan hệ tình dục với một người đàn ông tại một quán bar đồng tính khi mặc quần áo của Norma. Norman cuối cùng cũng bắt đầu nghi ngờ rằng "Mẹ" không có thật, và cô xác nhận rằng anh đã tạo ra cô trong tâm trí mình để đối phó với những điều mà anh không thể, chẳng hạn như người cha bạo hành của mình.
Khi người yêu của Sam là Marion Crane ( Rihanna ) vào nhà nghỉ, Norman ăn tối với cô và nói với cô rằng Sam đã kết hôn. Marion trở lại nhà nghỉ sau khi xác nhận Sam không chung thủy, và tìm kiếm sự an ủi từ phía Norman. Tuy nhiên, anh lo sợ rằng "Mẹ" sẽ giết cô, và bảo cô hãy rời đi và không bao giờ quay lại. Khi Sam đến nhà nghỉ để tìm Marion, Norman đã đâm anh ta chết trong lúc tắm.
Dylan đến gặp Norman sau khi biết cái chết của Norma, và họ lao vào một cuộc chiến kết thúc bằng việc Norman tấn công người anh cùng cha khác mẹ của mình theo lời xúi giục của "Mẹ". Sợ hãi về những gì mình có thể làm, Norman gọi 911 và thú nhận đã giết Sam. Trong khi anh ta đang ở trong tù, Cảnh sát trưởng Jane Greene ( Brooke Smith ) tìm thấy thi thể của các nạn nhân khác của Norman, và buộc tội anh ta về tội giết người của họ. Trong khi Norman đang chờ xét xử, Romero - người trước đó đã trốn khỏi nhà tù - đột nhập vào phòng giam của anh ta và bắt anh ta làm con tin. Họ lái xe đến khu rừng nơi Norman giấu xác của Norma sau khi cảnh sát bắt đầu khám xét nhà của anh ta. Ở đó, Norman đã tốt hơn Romero và bắn chết anh ta, nhưng không phải trước khi cha dượng cũ của anh ta nói với anh ta rằng anh ta sẽ không bao giờ thoát khỏi việc giết mẹ của mình. Khi Norman cuối cùng thừa nhận với chính mình rằng anh ta đã giết Norma, "Mẹ" xuất hiện với anh ta và nói với anh ta rằng cô ấy sẽ rời đi, vì không còn bất cứ điều gì cô ấy có thể bảo vệ anh ta.
Bây giờ hoàn toàn đơn độc, Norman mất mọi liên lạc với thực tế. Anh ta gọi cho Dylan và mời anh ta đến ăn một "bữa tối gia đình", hoàn chỉnh với xác của Norma ngồi ở đầu bàn. Khi Dylan nói với anh ta rằng Norma đã chết, Norman nổi cơn thịnh nộ và tấn công anh ta bằng một con dao, buộc Dylan phải bắn anh ta để tự vệ. Khi anh chết, Norman nhìn thấy hình ảnh mẹ anh ôm lấy anh.

## Nét tính cách
Nhân vật Norman Bates trong Psycho được thiết kế dựa trên hai người khác nhau một cách lỏng lẻo. Đầu tiên là tên sát nhân ngoài đời thực Ed Gein, người mà  về sau này Bloch đã viết một thành một câu truyện hư cấu, "The Shambles of Ed Gein", vào năm 1962. (Câu chuyện có thể tìm thấy trong Crimes and Punishments: The Lost Bloch, Tập 3 ). Tiếp theo, người thứ hai, được chỉ ra bởi nhiều người bao gồm Noel Carter (vợ của Lin Carter ) và Chris Steinbrunner, cũng như chính Bloch, họ đã chỉ ra rằng Norman Bates là một phần dựa trên con người Calvin Beck, người đã phát hành Castle of Frankenstein .
Tính cách của Norman Bates trong tiểu thuyết và phim khá khác nhau ở một số điểm chính. Trong tiểu thuyết, Norman ở độ tuổi khoảng 40, thấp bé, thừa cân và quê mùa. Trong phim, anh ấy lại ngoài 20 tuổi, cao, mảnh khảnh và đẹp trai. Được biết, khi thực hiện bộ phim, Hitchcock quyết định rằng ông muốn khán giả có thể đồng cảm với Norman và thực sự thích nhân vật này, vì vậy ông đã biến Norman thành trông có vẻ “cậu bé con nhà người ta” hơn, trẻ trung và đẹp trai. Trong tiểu thuyết, Norman trở thành nhân cách  "Mẹ" sau khi say rượu và bất tỉnh; trong phim, anh ấy vẫn còn tỉnh táo trước khi chuyển đổi tính cách.
Trong cuốn tiểu thuyết, Norman được đọc nhiều tác phẩm của các tác giả huyền bí và bí truyền như PD Ouspensky và Aleister Crowley . Anh ấy biết rằng "Mẹ" không chấp nhận những tác giả này bởi vì họ chống lại tôn giáo.

## Hình ảnh
Norman Bates được đóng bởi Anthony Perkins trong bộ phim chuyển thể năm 1960 của Hitchcock từ tiểu thuyết của Bloch và ba phần tiếp theo của nó. Perkins đã tổ chức một tập của Saturday Night Live vào năm 1976, trong đó ông thực hiện nhiều bản phác thảo chân dung Norman, bao gồm cả video hướng dẫn "Trường quản lý nhà nghỉ Norman Bates". Ông cũng miêu tả Norman, mặc dù vui vẻ hơn, trong một quảng cáo năm 1990 cho ngũ cốc Oatmeal Crisp. Vince Vaughn đóng vai Norman trong phiên bản Psycho năm 1998 của Gus Van Sant, trong khi Kurt Paul, người đóng thế vai kép cho "Mẹ" của Perkins trong Psycho II và Psycho III, đảm nhận vai này trong bộ phim truyền hình ăn khách Bates Motel . Oz, con trai của Perkins đã miêu tả một phiên bản trẻ hơn của Norman trong Psycho II . Henry Thomas đã đóng một phiên bản trẻ hơn của nhân vật trong Psycho IV: The Beginning . Freddie Highmore đã đóng vai Norman trong loạt phim truyền hình Bates Motel, với Vera Farmiga miêu tả cả mẹ của Norman là Norma và nhân cách tàn nhẫn của anh ta là "Mẹ". Đối với màn trình diễn của mình, Highmore đã hai lần được đề cử cho Giải thưởng Lựa chọn của nhà phê bình, Giải thưởng Sao Thổ và giành được Giải thưởng Sự lựa chọn của Nhân dân vào năm 2017.

## Tranh truyện
Norman xuất hiện trong bộ truyện tranh ba số năm 1992 chuyển thể từ bộ phim Psycho năm 1960 do Nhà xuất bản Inovation phát hành. Mặc dù là phiên bản chuyển thể màu của phim Hitchcock, phiên bản Norman trong truyện tranh giống phiên bản gốc trong tiểu thuyết của Bloch: một người đàn ông trung niên, thừa cân và bị hói. Nghệ sĩ truyện tranh Felipe Echevarria đã giải thích rằng điều này là do Perkins không cho phép nhân vật phỏng theo hình ảnh của mình ra các cuốn sách, và ông muốn tách mình ra với Norman Bates.

## Xuất hiện ở

### Tiểu thuyết
- Psycho (1959)
- Psycho II (1982)
- Psycho House (1990, như một con rối robot)
- Psycho: Sanitarium (2016)

### Phim
- Psycho (1960)
- Psycho II (1983)
- Psycho III (1986)
- Bates Motel (1987)
- Psycho IV: The Beginning (1990)
- Psycho (1998)

### Phim truyền hình dài tập
- Bates Motel (2013–2017)

### Truyện tranh
- Alfred Hitchcock's Psycho (1992)
- Son of Psycho (2021)

## Đón nhận
Norman Bates được xếp hạng là nhân vật phản diện thành công thứ hai trong danh sách 100 anh hùng và nhân vật phản diện hàng đầu của Viện phim Mỹ, sau Hannibal Lecter và trước Darth Vader . Câu thoại "Bạn thân nhất của một người con trai là mẹ của anh ta" cũng đứng ở vị trí thứ 56 trong danh sách 100 câu nói hay nhất của viện . Năm 2008, Norman Bates được Tạp chí Empire bình chọn là một trong 100 nhân vật điện ảnh vĩ đại nhất . Năm 2009, Total Film đưa ra danh sách "150 vở diễn xuất sắc nhất mọi thời đại", xếp hạng diễn xuất của Perkins trong phim Psycho đứng ở vị trí thứ 27. Bates cũng xếp thứ 4 trong danh sách 100 nhân vật điện ảnh vĩ đại nhất mọi thời đại của tạp chí Premiere .